# Winchester, Kung-fu et Karaté
Pour plus de détails, voir Fiche technique et Distribution.
Winchester, Kung-fu et Karaté (…altrimenti vi ammucchiamo) est un western spaghetti d'arts martiaux hongkongo-italien réalisé par Yeung Man Yi et sorti en 1973.

## Synopsis
En Extrême-Orient, un combat de kung-fu a lieu et l'un des combattants prend la fuite. Son adversaire part à sa recherche, ce qui le conduit dans l'Ouest américain, où tous deux s'allient contre une bande de cow-boys brutaux. Ils se retrouvent dans de nombreuses situations dangereuses et rencontrent la belle Ellen. Avec l'aide de leur maître arrivé de Chine, ils protègent une ville de l'Ouest contre un samouraï mal intentionné.

## Fiche technique
- Titre original italien  : …altrimenti vi ammucchiamo ou Kung fu nel pazzo west ou I fratelli del kung-fu[1]
- Titre mandarin : 龍虎征西, Long hu zheng xi[2],[3]
- Titre français : Winchester, Kung-fu et Karaté ou Deux Chinois dans l'Ouest[4],[5]
- Réalisateur : Yeung Man Yi (sous le nom de « George Bange »)
- Scénario : Ngai Hon, Tu Lung Li, Carlo Mancori
- Photographie : Hsun Yang (sous le nom d'« Albert Young »), Manuel Ruiz
- Musique : Franco Bracardi (it)
- Cascades : Chun-Hu Cheng, Jason Piao Pai
- Production : Yeung Man Yi
- Société de production : Golden Harvest Company, Yangtze Film Company Ltd.
- Pays de production :  Italie -  Hong Kong
- Langue originale : italien
- Format : Couleur - 2,35:1 - 35 mm
- Durée : 90 minutes
- Genre : Western spaghetti d'arts martiaux, « western soja »
- Dates de sortie :
  - Italie : 28 janvier 1973
  - France : 23 avril 1975

## Distribution
- William Berger : Steve
- Donald O'Brien : Don
- Jason Pai Piao : Tien
- Thompson Kao Kang : Roi Dragon
- Tang Chin Ho : Treccia Torneo
- Rosemarie Lindt : Ellen
- Winnie Pei Nei : Ling Chou
- Attilio Dottesio : Bandit
- Tony Liu Jun Guk : un élève aux arts martiaux
- Ang Saan : un élève aux arts martiaux

## Production
Le film a été tourné en Espagne.